# Mona esquirol del Brasil
La mona esquirol del Brasil (Saimiri ustus) és una espècie de mico de la família dels cèbids que viu al Brasil, especialment a la riba sud de l'Amazones, i les zones del Mato Grosso, Pará i Rondônia. És un animal petit, d'uns 910 grams de pes mitjà en adults mascles i 795 grams en adults femelles.
És una espècie arbòria de costums diürns, que habitualment s'alimenta a base de fruits i insectes, tot i que a vegades també mengen mol·luscs i petits vertebrats, com granotes.
S'agrupa en grans col·lectius, de fins a 100 individus, però es tracta d'una espècie amenaçada per l'acció de l'home a l'Amazones, especialment per la desforestació i el desenvolupament de projectes hidroelèctrics. Per aquests motius es considera que l'espècie es troba al límit d'ésser amenaçada d'extinció.